# Alan (Fußballspieler, 1979)
Alan, mit vollem Namen Alan Osório da Costa Silva (* 19. September 1979 in Salvador da Bahia), ist ein ehemaliger brasilianischer Fußballspieler.
In seiner Jugend und seiner ersten Saison als Senior 2000/01 spielte der 1,80 m große offensive Mittelfeldspieler in Brasilien beim Ipatinga FC. Dann unterschrieb er einen Vierjahresvertrag beim portugiesischen Erstligisten Marítimo Funchal auf Madeira. Für die Jahre 2005–2008 verpflichtete er sich beim Spitzenklub FC Porto, wurde aber in der Saison 2007/08 an Vitória Guimarães ausgeliehen. Seit 2008 gehört er dem Sporting Clube de Braga an.

## Erfolge
- FC Porto:
  - Primeira Liga: 2005/06, 2006/07
  - Portugiesischer Fußballpokal: 2005/06
  - Supertaça Cândido de Oliveira: 2006
- Sporting Braga:
  - Primeira Liga: Vizemeister 2009/10
  - UEFA Europa League 2010/11: Finaleinzug
  - Portugiesischer Ligapokalsieger: 2013
  - Portugiesischer Pokalsieger: 2016